# 郭解
郭 解（かく かい、生没年不詳）は、前漢の人。字は翁伯。河内郡軹県の人。游侠として知られる。玄孫は郭伋。

## 略歴
有名な人相見の許負の外孫である。父は文帝の時期に誅殺された。郭解は小柄で地味な風采をし話すことも格段のものではなかったが、冷静かつ勇敢な人物で、若い頃から密かに人に害を成す一方、意気に感じて節を立てることがあり、意に沿わないことを理由に人を殺すことも多かった。友人の仇討ちを身をもって手助けしたり、亡命や罪科により逃亡してきた者を匿ったり、窃盗や贋金作り・墓荒らしなどを行うこと数知れずであったが、単なる幸運か何らかの裏があるのか、捕まりそうになっても逃げのびたり、恩赦によって助かった。
年を取ってからは行いを改め、倹約し、恨みにも徳をもって返し、他人に恩を施しても報酬を受けようとしなくなった。しかし、邪悪さはその心根に沁みついていて、些細なことで人に殺意を抱くことは昔と変わりがなかった。任侠を好み、人を助けても功を誇らない一方、郭解が殺意を抱いた人間を、郭解にあこがれる若者たちがときには郭解に黙って殺害した。
郭解の姉の子が郭解の勢力を笠に着てほしいままに振舞っていたが、ある者が怒ってその甥を殺害して逃げた。姉は犯人を捕らえるよう郭解に求めたが、郭解は密かに犯人の居場所を突き止め犯人からことの次第を聞くと、甥に罪があるとして犯人を逃がした。人々は郭解の義を重んじ、ますます慕われるようになった。
また、郭解が出歩くと皆が怖れて彼を避けたが、道に足を投げ出し座ったまま郭解を遠目に眺めていた者がいた。郭解の食客の若者たちが彼を殺そうとしたが、郭解は「敬われないのは私の罪だ」と言い、密かに吏に対しその者の兵役を免除するように口を利いてやった。兵役の当番の時期が来ても吏が来なかったためにそれを知ったその者は郭解に謝罪し、それを聞いた若者たちはますます郭解を慕うようになった。しかし、後に郭解が処刑されたときの罪状には自分を睨みつけたというだけで人を殺したことが挙げられていて、郭解は自分の名声をあげる目的を果たした後は結局この男を始末させたのではないかとみる向きもある。
表面上は粗末な家に暮らし、質素な暮らしをしていた。しかし、深夜に県令といった土地の貴顕高官の車が密かに訪れ、ライバルや自身に不都合な者の暗殺を金銭と引換えに依頼することも多かった。
豪族を茂陵に移住させることとなった時、郭解は表向きは財産がなかったので対象外とみられていたが、県吏は郭解を危険視して対象者とした。郭解と親交のある衛青は郭解は対象外の人物であると述べたが、武帝は「将軍を動かすほどの権力があるのだから、貧しいわけがない」と言った。移住の際、餞別が数千万銭集まった。土地家屋含めて資産が十万銭以上あれば富家とされ、皇帝の外戚でさえ一千万銭ある者は少なかった時代である。郭解を移住対象者としたのは楊季主という人物の子である県官であったが、この県官は郭に人が餞別を渡すのを止めようとして、郭解の兄の子に殺害された。以後、楊家と郭家は対立する。郭解が関中に入ると、関中の賢人や豪族がこぞって交際を求めた。楊季主は同じ県（日本でいえば郡か市のスケール観に概ね対応する）の人間に殺され、それを訴え出てきた楊季主の一族の者も宮中で殺害された。それを聞いた武帝は郭解を捕らえようとしたが、郭解は逃亡した。道中、面識の無かった籍少翁は逃亡を助け、籍少翁は自殺して自分の口を塞いだ。郭解は捕らえられて取り調べられたが、郭解の犯罪はどれも恩赦以前の事ばかりで処罰対象に出来るものはなかった。
ある儒生が「郭解は法を破り悪事をしているばかりであるのに、どうして賢者だと言えるのか」と言ったところ、それを聞いた郭解の食客がその儒生を殺して舌を抜いた。吏はそのことについて郭解を取り調べたが、郭解は殺した者を知らなかったため、無罪にせざるを得ないものであった。しかし御史大夫の公孫弘は「郭解は無位無官でありながら任侠を行い権力を行使し、睨まれただけで人を殺しておいて自分は知らないでいる。これは自ら知りつつ殺すよりも酷い罪である。大逆無道の罪に当たる」と議論を出し、そのため郭解は処刑され、彼の一族も連座して処刑された。
司馬遷は「世間は任侠の志を知らずに朱家や郭解を下っ端ヤクザのごとき連中だと見下すのは悲しいことだ」と述べている。
また彼は以下のように述べている。「遊侠とは、その行為が世の正義と一致しないことはあるが、しかし言ったことは絶対に守り、なそうとしたことは絶対にやりとげ、一旦引き受けたことは絶対に実行し、身を投げ打って、他人の苦難のために奔走し、存と亡、死と生の境目を渡った後でも、己の能力におごらず、己の徳行を自慢することを恥とする、そういった重んずべきところを有しているものである」
「孟嘗君・春申君・信陵君などはいずれも貴族で富裕であったため名声があった。人物として優れてはいるが、それは追い風に乗って叫びを上げたようなものだ。ところが民間の裏町に住む侠客について言えば、己の行いをまっすぐにし、名誉を重んじた結果、評判は天下に広がり、立派だと褒めない者は無かった。これこそ困難なことなのだ。秦より以前の時代では、民間独行の遊侠の事績が埋没し、伝わっていないことを私は極めて残念に思う」
なお、横山光輝の『史記』で「最後の侠客」として採り上げられている。